# Astaena biciliata
Astaena biciliata är en skalbaggsart som beskrevs av Saylor 1946. Astaena biciliata ingår i släktet Astaena och familjen Melolonthidae. Inga underarter finns listade.